# Émeutes du match de football Dinamo Zagreb-Étoile rouge de Belgrade

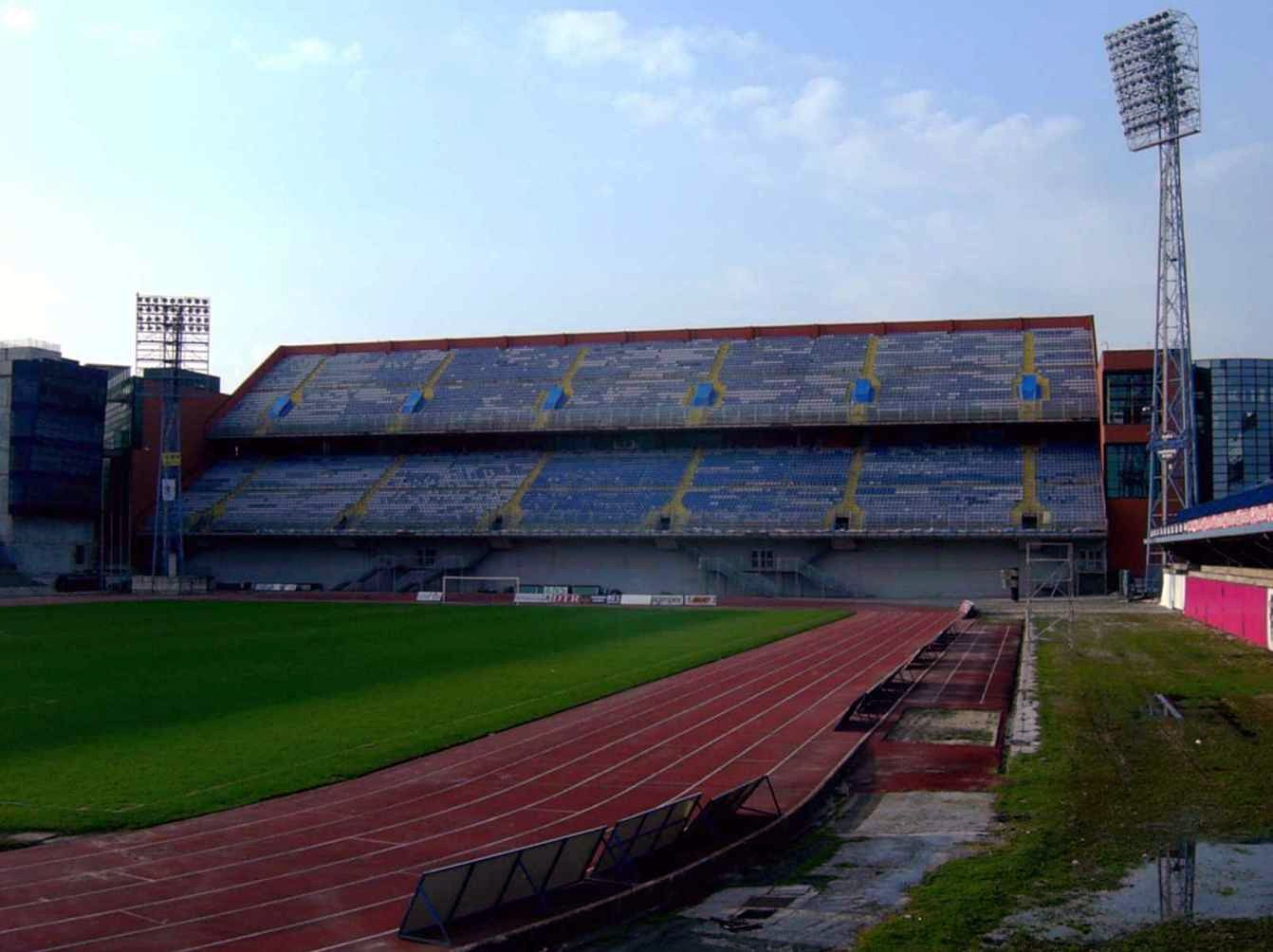
Maksimir Stadium à Zagreb (Croatie)

Les émeutes du match de football Dinamo Zagreb-Étoile rouge de Belgrade ont opposé le 13 mai 1990 les supporters des deux équipes, les Bad Blue Boys supporters du Dinamo Zagreb et les Delije (qui signifie « Braves ») supporters de l'Étoile rouge de Belgrade au terme du match disputé dans le Maksimir Stadium à Zagreb en Croatie.
Les émeutes ont eu lieu quelques semaines après les élections parlementaires, première élection multipartites depuis près de 50 ans. Au terme de celles-ci la majorité des votes s’est exprimé pour une indépendance de la Croatie. Les émeutes ont fait au total 60 blessés, avec des blessures par couteaux, balles et dues aux gaz lacrymogènes. Le bilan officiel fait état de 138 blessés et 147 arrestations.

## L'avant match
Les tensions entre les deux équipes ont toujours été vives, et ce particulièrement depuis qu'elles se disputent le titre national de Yougoslavie. En 1990, cet état de fait devient encore plus flagrant à cause de la montée des tensions nationalistes au cœur de la Yougoslavie. Les élections multipartites, les premières de l’histoire de la Yougoslavie, opposent des partis nationalistes qui ont, à l'exception de la Serbie, remplacé le parti communiste. Le second tour de l’élection a lieu le 6 mai 1990 et voit la victoire de Franjo Tuđman et de son parti l'Union démocratique croate (HDZ) dont un des buts est de réorganiser la Yougoslavie en une confédération. Le HDZ joue sur 20 ans de frustration croate au sein de la Yougoslavie et sur la peur du nationalisme serbe incarné par Slobodan Milošević.
Approximativement 3 000 membres du Delije font le voyage vers Zagreb. Ils sont dirigés par Željko Ražnatović (connu aussi sous le surnom d'« Arkan »), un nationaliste serbe, qui n'est cependant pas présent ce jour-là.
Le stade est plein d’une foule estimée entre 15 000 et 20 000 spectateurs.

## Début des affrontements
Plusieurs heures avant le match des affrontements ont déjà eu lieu en ville entre les supporters les plus violents des deux clubs. Toutefois les faits les plus graves ont lieu dans le stade lui-même. Les Delije, parqués dans une section de tribune qui leur est entièrement réservée, commencent par arracher les panneaux publicitaires avant de se diriger vers les supporters de Zagreb en les menaçant avec des couteaux et en leur lançant des sièges arrachés dans leur tribune. Ils chantent des chansons nationalistes serbes comme « Zagreb est serbe » et « Nous tuerons Tudjman ».
Les BBB, les supporters croates, très irrités par les chants et les agressions de leurs rivaux, essayent de pénétrer sur le terrain. Ils sont alors attaqués par les forces de l’ordre, alors largement composées de serbes, qui s’étaient montrés jusque-là particulièrement laxistes avec les supporters de Belgrade. Les policiers chargent à la matraque et envoient des gaz lacrymogènes sur les supporters de Zagreb.
En quelques minutes, la situation dégénère complètement. Les BBB débordent les policiers, pénètrent sur le terrain pour essayer d’atteindre leurs homologues serbes. Pendant ce temps, les policiers qui reçoivent des renforts contre-attaquent en utilisant des véhicules blindés et des canons à eau. La bataille va faire rage pendant près d’une heure. Une centaine de personnes sont blessés.

## Le coup de pied de Boban
Pendant ce temps-là, les joueurs de l’Étoile rouge de Belgrade ont quitté le terrain. Seuls quelques joueurs du Dinamo Zagreb sont restés. Zvonimir Boban, le capitaine du Dinamo, envoie un grand coup de pied à un policier en train de s’en prendre à un supporter de Zagreb. Rapidement, le BBB vient à la défense de Boban. Pour cette action, le capitaine de Zagreb devient un héros national. Dans le même temps, il passe pour un nationaliste croate aux yeux des Serbes. La fédération yougoslave de football, basée à Belgrade, le suspend pour six mois, le privant ainsi d'une sélection pour la Coupe du monde de football de 1990 en Italie. Il doit faire face à plusieurs plaintes déposées contre lui.
L’agent de police qui a reçu le coup de pied lui a pardonné plusieurs années plus tard. Il s’est avéré qu’il était bosniaque.

## Les conséquences
Ces émeutes ont marqué le début de la fin du championnat de Yougoslavie de football. Il a continué à exister une année encore avant que les Croates, les Slovènes, les Macédoniens et les Bosniaques n’organisent chacun de leur côté leur propre championnat.
En Croatie, ce match est aujourd'hui considéré comme le déclencheur symbolique de la guerre de Croatie.